# 維德拉鄉 (弗朗恰縣)
45°55′N 26°54′E / 45.91°N 26.90°E
維德拉鄉（羅馬尼亞語：Comuna Vidra, Vrancea），是羅馬尼亞的鄉份，位於該國東部，由弗朗恰縣負責管轄，面積121平方公里，海拔高度276米，2002年人口7,568，人口密度每平方公里62人。